# Lužní potok (přítok Sázku)
Lužní potok je levostranný přítok Sázku v okrese Cheb v Karlovarském kraji. Délka toku měří 12,1 km.
Plocha jeho povodí měří 23,5 km².

## Průběh toku
Potok pramení u okraje města Plesná ve Smrčinách v Přírodním parku Kamenné vrchy. Od pramene teče východním směrem, nedaleko od železniční stanice Plesná na železniční trati z Františkových Lázní do Bad Brambachu podtéká trať. Jihovýchodním směrem pokračuje do Velkého Luhu, protéká rybníkem Cézar, opouští území Smrčin i Přírodního parku Kamenné vrchy a vtéká do Chebské pánve. Obtéká obec Křižovatku a zprava přibírá Velkolužský potok. Nad Novou Vsí, částí obce Křižovatka, se směr toku otáčí na jih. Přitéká k přírodní rezervaci Děvín, kde v délce asi 600 m tvoří její západní hranici. Po necelém kilometru vtéká do východního cípu národní přírodní rezervace Soos. Zde se nad osadou Povodí, části obce Třebeň, vlévá zleva do Sázku.